# Gary Stevens (calciatore 1962)
Gary Andrew Stevens (Hillingdon, 30 marzo 1962) è un ex calciatore e allenatore di calcio inglese, di ruolo difensore.

## Carriera
Difensore dotato anche di caratteristiche da centrocampista, Gary Stevens, nato in un sobborgo di Londra, entrò a 16 anni nelle giovanili del Brighton, il club con il quale esordì in Prima Divisione (a quei tempi la squadra di Brighton stava vivendo il miglior periodo della sua storia e disputò sei campionati consecutivi nella massima serie) e con il quale disputò due finali di Coppa d'Inghilterra, nel 1982 e nel 1983, segnando un goal nell'ultima ma perdendole entrambe.
Nel 1983 si trasferì al Tottenham e, al termine della sua prima stagione con la squadra londinese, vinse subito la Coppa UEFA, nella doppia finale contro i belgi dell'Anderlecht. Quel trofeo fu l'unico vinto da Gary Stevens, che giocò anche un'ulteriore finale di Coppa d'Inghilterra, persa 2-3 contro lo sfavorito e meno titolato Coventry.
Nel 1990 Stevens si trasferì al Portsmouth, ma non ebbe modo di giocare molto, per via dei postumi di un infortunio che lo costrinsero a un precoce ritiro (30 anni) nel 1992. Il giocatore infatti non si era mai ripreso da un infortunio al ginocchio causatogli nel 1988 da un duro intervento di Vinnie Jones.
In Nazionale inglese, Gary Stevens giocò 7 incontri tra il 1984 ed il 1986. Fu tra i 22 selezionati da Bobby Robson per la spedizione inglese al campionato del mondo 1986 in Messico, della quale, per un curioso caso che creò abbastanza confusione tra i cronisti stranieri, faceva parte anche un suo omonimo, Michael Gary Stevens (che all'epoca militava nell'Everton).
Dopo il ritiro, Gary Stevens ha intrapreso la carriera televisiva, lavorando inizialmente come presentatore per il canale Sky Sports. Nel gennaio 2013 è diventato assistente allenatore dello Sligo Rovers. Nell'agosto 2014 è stato ingaggiato come capo allenatore dell'Army United, formazione militante nella Thai Premier League.

## Palmarès

### Giocatore

#### Competizioni internazionali
- Coppa UEFA: 1

Tottenham: 1984